# Phường chèo nâu
Phường chèo nâu hay Bách thanh nâu xám (danh pháp khoa học: Tephrodornis virgatus) là một loài chim trong họ Vangidae.